# Leskea superba
Leskea superba là một loài Rêu trong họ Leskeaceae. Loài này được Taylor mô tả khoa học đầu tiên năm 1846.